# 髙橋萌木子
髙橋 萌木子（たかはし ももこ、1988年11月16日 - ）は、日本の元陸上競技選手で、専門は短距離。

## 経歴
埼玉県三郷市出身。三郷市立早稲田中学校在籍時はソフトボール部に所属しつつ陸上競技をやっていた。全日本中学校選手権は200mで優勝。当時はまだ陸上競技に本腰を入れておらず、「ソフトボール選手が全日本中学選手権だけ出てきて勝ってしまった」と噂になるほどの出来事だった。
ストライド型の走りが特徴で、男子選手並みのストライドで走る。また、後半で一気にスピードを増すというレース展開が多く、いわゆる「後半追い込み型」の選手である。一方でスタートに課題を残しており、色々とスタートの仕方を試すも改善できず、2008年の冬からはジャマイカ式のスタートを取り入れるなど試行錯誤した。
2004年に早稲田中を卒業し、埼玉栄高等学校へ入学。高校からはソフトボール選手との兼任をやめて陸上に専念し、高校3年間でインターハイの100mでは史上初となる三連覇を成し遂げた。また、2006年のインターハイでは他に200mでも優勝こそ同学年のライバル中村宝子に譲ったものの、記録は23秒71で、当時の高校記録およびジュニア日本記録を更新する走りを見せた。さらにリレーでも2種目に出場し、この大会だけで対校得点29点分に貢献した。2006年9月の南部記念では11秒54を記録し、100mでも高校記録を更新。こちらは正真正銘の高校記録保持者となった。同級生の永田俊樹も陸上部所属しており、同級生は他にも木村文和、益田詩歩、セルヒオ・アリエル・エスクデロ、梶原慧、常幸龍貴之、上田拓馬などがいる。
2007年、埼玉栄高を卒業後、系列校の平成国際大学に進学。日本選手権100mで初優勝し、大学1年生ながら世界選手権の代表として100mと4×100mリレーに出場。2008年、国体では成年女子200mで23秒48の自己ベストを出して優勝。その年日本人に負けなしだった同学年のライバル福島千里に唯一の黒星を付けることとなった。2009年のグランプリシリーズでは織田幹雄記念の100mで予選・決勝ともに11秒24をマーク。0秒01差で福島千里に次いで2位となる。さらに追い風参考記録（予選+3.1m/s・決勝+2.2m/s）ながら自己ベストだけでなく当時の日本記録（11秒36）をも大きく上回った。4日後に行われた静岡国際の200mでは福島とともに日本新記録をマークした（ただし福島が0秒01差で先着したため記録保持者とはならなかった）。6月の日本選手権200mは23秒00の日本新記録をマークした福島千里に次ぐ2位に終わったが、福島千里が決勝を欠場した100mは11秒34で制して2度目の優勝を果たした。7月のユニバーシアードでは100mで銀メダルを獲得し、ユニバーシアードの個人短距離種目（ハードル種目を除く）において日本女子初のメダリストとなった。また、これは全てのカテゴリーの世界大会を通じ、日本女子個人短距離種目（ハードル種目を除く）初のメダリストでもあった。大学の最終学年となった2010年、連覇がかかった日本選手権の100mは福島千里に敗れ2位に終わったが、200mでは福島千里に0秒01差で競り勝ち初優勝を飾った。日本選手権以降は走りが崩れるなど不調に陥ったが、日本学生選手権の100と200mの両種目を大会記録で制するなど復調の兆しを見せた。
2011年、平成国際大学を卒業後、富士通に入社。社会人1年目は日本選手権の100mと200mで4位と5位、アジア選手権の100mは予選で敗退するなど不調に苦しみ、個人種目での世界選手権出場はならなかった。それでも全日本実業団の100mと200mで2冠を達成するなど存在感を見せつけたが、これが2017年現在で最後の全国タイトル獲得になっている。社会人2年目の2012年は日本選手権の100mと200mで3位に入り、ロンドンオリンピックの4×100mリレー代表に選出された。しかし、オリンピック前のフランクフルト合宿中に行われた100mのタイムトライアルで最下位になり（福島千里以外の4人で行われ、市川華菜、土井杏南、佐野夢加、高橋の順に終わった）、この結果オリンピックではリレーメンバーから外された。2013年は3月の沖縄合宿中に体調を崩して10日間の入院をし、6月の日本選手権は100mに出場したが予選で敗退した。その後は自然に歩くのが難しいけがに見舞われた時期もあったが、2014年の東日本実業団で復帰した。2015年9月をもって富士通を退職。
その後は鳥取県のトレーニング研究施設「ワールドウィング」所属として現役を続け、2020年には7年ぶりとなる日本選手権女子100m出場権を得ていたが、それを前にして9月5日に行われた鳥取県内の記録会で12秒43を記録したのを最後に引退した。
2021年1月、地元三郷に帰郷し、現在はスポーツメンタルトレーナーの資格習得を目指している。

## 主な成績

### 100m
| 年   | 大会                             | 場所                     | 結果    | 記録   | 風速 | 備考                              |
| ---- | -------------------------------- | ------------------------ | ------- | ------ | ---- | --------------------------------- |
| 2003 | 全日中                           | 札幌市                   | 2位     | 12秒79 |      |                                   |
| 2004 | インターハイ                     | 出雲市                   | 1位     | 12秒05 |      | 準決勝で11秒97                    |
| 2005 | 織田記念陸上                     | 広島市                   | 5位     | 11秒86 | +0.1 |                                   |
|      | 日本選手権                       | 東京都                   | 6位     | 12秒02 | -2.6 |                                   |
|      | インターハイ                     | 千葉市                   | 1位     | 12秒00 | -1.9 |                                   |
|      | 国民体育大会                     | 岡山市                   | 1位     | 11秒69 | +1.8 | 少年女子A                         |
| 2006 | 織田記念陸上                     | 広島市                   | 2位     | 11秒79 | +0.9 |                                   |
|      | 日本選手権                       | 神戸市                   | 3位     | 11秒91 | -1.0 |                                   |
|      | インターハイ                     | 大阪市                   | 1位     | 11秒63 | -0.3 | 大会記録、3連覇                   |
|      | 南部記念陸上                     | 札幌市                   | 1位     | 11秒54 | +1.7 | 高校記録、ジュニア記録            |
|      | スーパー陸上                     | 川崎市                   | 6位     | 11秒89 | -0.8 |                                   |
|      | 国民体育大会                     | 神戸市                   | 1位     | 11秒66 | +0.7 | 大会記録、少年女子A               |
|      | 浜松中日カーニバル               | 浜松市                   | 1位     | 11秒78 | +0.5 | 第1レース                         |
|      | 浜松中日カーニバル               | 浜松市                   | 1位     | 11秒56 | +1.6 | 大会記録、第2レース               |
|      | アジア大会                       | ドーハ（カタール）       | 6位     | 11秒85 | +0.2 |                                   |
| 2007 | 静岡国際陸上                     | 静岡市                   | 2位     | 11秒55 | +0.3 | 日本人1位                         |
|      | IAAFグランプリ大阪大会           | 大阪市                   | 5位     | 11秒65 | +0.7 |                                   |
|      | 関東学生選手権                   | 東京都                   | 1位     | 11秒76 | +1.4 |                                   |
|      | 日本学生選手権                   | 東京都                   | 1位     | 11秒94 | -2.1 |                                   |
|      | 日本選手権                       | 大阪市                   | 1位     | 11秒61 | 0.0  |                                   |
|      | 南部記念陸上                     | 函館市                   | 2位     | 11秒64 | +3.0 |                                   |
|      | 世界選手権                       | 大阪市                   | 6位     | 11秒98 | -0.7 | 1次予選                           |
|      | 国民体育大会                     | 秋田市                   | 1位     | 11秒60 | 0.0  |                                   |
|      | 浜松中日カーニバル               | 浜松市                   | 1位     | 11秒90 | +1.1 |                                   |
| 2008 | 織田記念陸上                     | 広島市                   | 4位     | 11秒56 | +1.7 |                                   |
|      | IAAFグランプリ大阪大会           | 大阪市                   | 6位     | 11秒82 | +1.2 |                                   |
|      | 関東学生選手権                   | 東京都                   | 1位     | 11秒56 | +2.5 | 追い風参考記録                    |
|      | 日本選手権                       | 川崎市                   | 4位     | 11秒78 | +0.4 |                                   |
|      | 南部記念陸上                     | 函館市                   | 2位     | 11秒55 | +1.5 |                                   |
|      | 日本学生選手権                   | 東京都                   | 1位     | 11秒62 | +1.9 | 大会記録                          |
|      | スーパー陸上                     | 川崎市                   | 3位     | 11秒90 | 0.0  |                                   |
| 2009 | 埼玉県春季記録会                 | 上尾市                   | 1位     | 11秒56 | +1.3 |                                   |
|      | 織田記念陸上                     | 広島市                   | 2位     | 11秒24 | +2.2 | 追い風参考、1位の福島千里と0.01差 |
|      | IAAFグランプリ大阪大会           | 大阪市                   | 3位     | 11秒57 | -0.9 | 2位の福島千里と0.01差             |
|      | 関東学生選手権                   | 東京都                   | 1位     | 11秒93 | -2.9 |                                   |
|      | 布勢リレーカーニバル             | 鳥取市                   | 2位     | 11秒32 | +1.9 | 学生記録                          |
|      | 日本学生陸上競技個人選手権       | 東京都                   | 予選1位 | 11秒62 | +1.1 | 大会記録、準決勝は棄権            |
|      | 日本選手権                       | 広島市                   | 1位     | 11秒34 | +1.0 |                                   |
|      | ユニバーシアード                 | ベオグラード（セルビア） | 2位     | 11秒52 | -0.3 | 女子短距離個人種目初のメダル      |
|      | 日本学生選手権                   | 東京都                   | 1位     | 11秒64 | 0.0  |                                   |
|      | 世界選手権                       | ベルリン（ドイツ）       | 4位     | 11秒75 | -0.5 | 1次予選                           |
|      | スーパー陸上                     | 川崎市                   | 5位     | 11秒71 | -0.8 |                                   |
|      | 水戸市陸上競技選手権             | 水戸市                   | 1位     | 11秒80 | +2.0 |                                   |
| 2010 | 埼玉県春季記録会兼国体予選会     | 上尾市                   | 1位     | 11秒57 | +1.6 |                                   |
|      | 織田記念陸上                     | 広島市                   | 2位     | 11秒35 | +1.7 |                                   |
|      | 関東学生選手権                   | 東京都                   | 1位     | 11秒67 | -1.2 | 大会記録、4連覇                   |
|      | 日本選手権                       | 丸亀市                   | 2位     | 11秒39 | +0.9 |                                   |
|      | 日本学生選手権                   | 東京都                   | 1位     | 11秒55 | +0.6 | 大会記録、4連覇                   |
|      | 国民体育大会                     | 千葉市                   | 2位     | 11秒61 | +0.5 |                                   |
|      | アジア大会                       | 広州（中国）             | 4位     | 11秒50 | +1.2 |                                   |
| 2011 | ゴールデングランプリ川崎         | 川崎市                   | 6位     | 11秒70 | -0.4 |                                   |
|      | 日本選手権                       | 熊谷市                   | 4位     | 11秒82 | -0.6 |                                   |
|      | アジア選手権                     | 神戸市                   | 3位     | 11秒85 | -0.1 | 予選2組                           |
|      | 全日本実業団                     | 鳴門市                   | 1位     | 11秒42 | +3.2 |                                   |
|      | 国民体育大会                     | 山口市                   | 2位     | 11秒53 | +1.6 |                                   |
| 2012 | 東日本実業団                     | 熊谷市                   | 3位     | 11秒87 | -1.9 |                                   |
|      | 日本選手権                       | 大阪市                   | 3位     | 11秒66 | 0.0  |                                   |
| 2013 | 日本選手権                       | 調布市                   | 6位     | 12秒02 | +0.2 | 予選2組                           |
| 2014 | 東日本実業団                     | 福島市                   | 6位     | 12秒44 | -1.5 |                                   |
|      | 全日本実業団                     | 山口市                   | 4位     | 12秒71 | -1.6 | 予選2組                           |
| 2015 | 東日本実業団                     | 福島市                   | 5位     | 12秒46 | +3.6 | 予選1組                           |
|      | 日本選手権プレ大会（新潟実業団） | 新潟市                   | 6位     | 12秒52 | +0.1 |                                   |
|      | 全日本実業団                     | 岐阜市                   | 4位     | 12秒51 | -0.5 | 予選4組                           |

### 200m
| 年   | 大会                       | 場所                   | 結果    | 記録   | 風速 | 備考                            |
| ---- | -------------------------- | ---------------------- | ------- | ------ | ---- | ------------------------------- |
| 2003 | 全日中                     | 札幌市                 | 1位     | 25秒37 |      |                                 |
| 2004 | インターハイ               | 出雲市                 | 8位     | 25秒29 |      |                                 |
|      | 国民体育大会               | 熊谷市                 | 1位     | 24秒07 |      |                                 |
| 2005 | 静岡国際陸上               | 袋井市                 | 5位     | 24秒38 | -1.1 |                                 |
|      | インターハイ               | 千葉市                 | 1位     | 24秒12 | +0.8 |                                 |
| 2006 | インターハイ               | 大阪市                 | 2位     | 23秒71 | +0.6 |                                 |
| 2007 | 関東学生選手権             | 東京都                 | 1位     | 24秒09 | +0.3 |                                 |
| 2008 | 静岡国際陸上               | 袋井市                 | 予選3位 | 23秒97 | 0.0  | 予選1組1位、決勝は棄権          |
|      | 国民体育大会               | 大分市                 | 1位     | 23秒48 | +0.7 |                                 |
| 2009 | 静岡国際陸上               | 袋井市                 | 2位     | 23秒15 | +1.5 | 学生記録、1位の福島千里と0.01差 |
|      | 関東学生選手権             | 東京都                 | 1位     | 23秒78 | -0.1 |                                 |
|      | 日本学生陸上競技個人選手権 | 東京都                 | 予選1位 | 24秒01 | +1.0 | 準決勝は棄権                    |
|      | 日本選手権                 | 広島市                 | 2位     | 23秒19 | +1.7 |                                 |
|      | 世界選手権                 | ベルリン（ドイツ）     |         | 23秒61 | 0.0  | 1次予選組7位                    |
|      | アジア選手権               | 広州（中国）           | 1位     | 23秒53 | +0.9 |                                 |
| 2010 | 静岡国際陸上               | 袋井市                 | 2位     | 23秒17 | -0.2 |                                 |
|      | 関東学生選手権             | 東京都                 | 1位     | 23秒74 | +1.1 |                                 |
|      | 日本選手権                 | 丸亀市                 | 1位     | 23秒56 | -1.4 |                                 |
|      | IAAFコンチネンタルカップ   | スプリト（クロアチア） | 8位     | 24秒27 | -0.6 |                                 |
|      | 日本学生選手権             | 東京都                 | 1位     | 23秒62 | +0.8 | 大会記録                        |
|      | アジア大会                 | 広州（中国）           | 6位     | 23秒97 | +1.1 |                                 |
| 2011 | 日本選手権                 | 熊谷市                 | 5位     | 24秒15 | -0.7 |                                 |
|      | 全日本実業団               | 鳴門市                 | 1位     | 23秒81 | -0.1 |                                 |
| 2012 | 東日本実業団               | 熊谷市                 | 1位     | 23秒87 | -1.9 |                                 |
|      | 日本選手権                 | 大阪市                 | 3位     | 23秒87 | -1.9 |                                 |
|      | 全日本実業団               | 福岡市                 | 4位     | 24秒41 | -0.2 |                                 |
| 2015 | 東日本実業団               | 福島市                 |         | 25秒79 | +1.5 | 予選2組4位                      |

### リレー
| 年   | 大会                     | 場所                   | 種目    | 結果 | 記録      | チーム               | 備考                |
| ---- | ------------------------ | ---------------------- | ------- | ---- | --------- | -------------------- | ------------------- |
| 2004 | インターハイ             | 出雲市                 | 4x100mR | 1位  |           | 埼玉栄高校           | 4走                 |
| 2005 | インターハイ             | 千葉市                 | 4x100mR | 1位  |           | 埼玉栄高校           | 4走                 |
|      | 国民体育大会             | 岡山市                 | 4x100mR | 2位  | 45秒76    | 埼玉選抜             | 4走                 |
| 2006 | インターハイ             | 大阪市                 | 4x100mR | 1位  | 46秒30    | 埼玉栄高校           | 4走                 |
|      | インターハイ             | 大阪市                 | 4x400mR | 3位  | 3分45秒53 | 埼玉栄高校           | 2走                 |
|      | 国民体育大会             | 神戸市                 | 4x100mR | 2位  | 45秒05    | 埼玉選抜             | 2走                 |
|      | アジア大会               | ドーハ（カタール）     | 4x100mR | 2位  | 44秒87    | 日本選抜             | 2走                 |
| 2007 | アジア選手権             | アンマン（ヨルダン）   | 4x100mR | 2位  | 45秒06    | 日本選抜             | 2走                 |
|      | 国民体育大会             | 秋田市                 | 4x100mR | 7位  | 46秒89    | 埼玉選抜             | 2走                 |
| 2008 | IAAFグランプリ大阪大会   | 大阪市                 | 4x100mR | 1位  | 44秒05    | 日本選抜             | 4走                 |
|      | オリンピックプレミート   | 北京（中国）           | 4x100mR | 2位  | 43秒67    | 日本選抜             | 日本記録、予選、4走 |
|      | オリンピックプレミート   | 北京（中国）           | 4x100mR | 2位  | 44秒11    | 日本選抜             | 決勝、4走           |
|      | 日本学生選手権           | 東京都                 | 4x100mR | 1位  | 45秒48    | 平成国際大学         | 4走                 |
|      | 国民体育大会             | 大分市                 | 4x100mR | 3位  | 45秒81    | 埼玉選抜             | 2走                 |
|      | 日本選手権リレー大会     | 横浜市                 | 4x100mR | 2位  | 45秒46    | 平成国際大学         | 4走                 |
| 2009 | IAAFグランプリ大阪大会   | 大阪市                 | 4x100mR | 1位  | 43秒58    | 日本選抜             | 日本記録、4走       |
|      | 関東学生選手権           | 東京都                 | 4x100mR | 3位  | 45秒35    | 平成国際大学         | 4走                 |
|      | 世界選手権               | ベルリン（ドイツ）     | 4x100mR |      | 44秒24    | 日本選抜             | 予選組4位、2走      |
|      | 日本学生選手権           | 東京都                 | 4x100mR | 1位  | 45秒37    | 平成国際大学         | 4走                 |
|      | 国民体育大会             | 新潟市                 | 4x100mR | 1位  | 45秒48    | 埼玉選抜             | 4走                 |
|      | 日本選手権リレー大会     | 横浜市                 | 4x100mR | 3位  | 45秒85    | 平成国際大学         | 4走                 |
|      | アジア選手権             | 広州（中国）           | 4x100mR | 1位  | 43秒93    | 日本選抜             | 4走                 |
| 2010 | 関東学生選手権           | 東京都                 | 4x100mR | 2位  | 45秒09    | 平成国際大学         | 4走                 |
|      | IAAFコンチネンタルカップ | スプリト（クロアチア） | 4x100mR | 4位  | 44秒54    | アジア・パシフィック | 4走                 |
|      | 日本学生選手権           | 東京都                 | 4x100mR | 2位  | 45秒57    | 平成国際大学         | 4走                 |
|      | 日本学生選手権           | 東京都                 | 4x400mR | 2位  | 3分40秒72 | 平成国際大学         | 4走                 |
|      | 国民体育大会             | 千葉市                 | 4x100mR | 1位  | 45秒72    | 埼玉選抜             | 2走                 |
|      | アジア大会               | 広州（中国）           | 4x100mR | 3位  | 44秒41    | 日本選抜             | 2走                 |
| 2011 | ゴールデングランプリ川崎 | 川崎市                 | 4x100mR | 1位  | 44秒39    | 日本選抜A            | 日本記録、2走       |
|      | アジア選手権             | 神戸市                 | 4x100mR | 1位  | 44秒05    | 日本選抜             | 2走                 |
|      | 世界選手権               | 大邱                   | 4x100mR |      | 43秒83    | 日本選抜             | 予選1組5位、2走     |
|      | 国民体育大会             | 山口市                 | 4x100mR |      | 52秒31    | 埼玉選抜             | 準決勝3組8位、2走   |
| 2012 | ゴールデングランプリ川崎 | 川崎市                 | 4x100mR | 1位  | 44秒29    | 日本選抜A            | 2走                 |

## 自己ベスト
- 100m 11秒32 2009年6月7日（日本歴代2位）
- 200m 23秒15 2009年5月3日（日本歴代2位）